# SMB 1400
Der SMB 1400 ist ein Container-Feederschiffstyp, der vom Unternehmen SMB Naval Architects & Consultants in Haren entworfen wurde und auf verschiedenen Werften in der Volksrepublik China gebaut wird. Das 2018 fertiggestellte Typschiff der Baureihe, die Containerships Nord, war das erste mit Flüssigerdgas (LNG) betriebene Containerschiff, das auf europäischen Feederrouten zum Einsatz kam.

## Geschichte

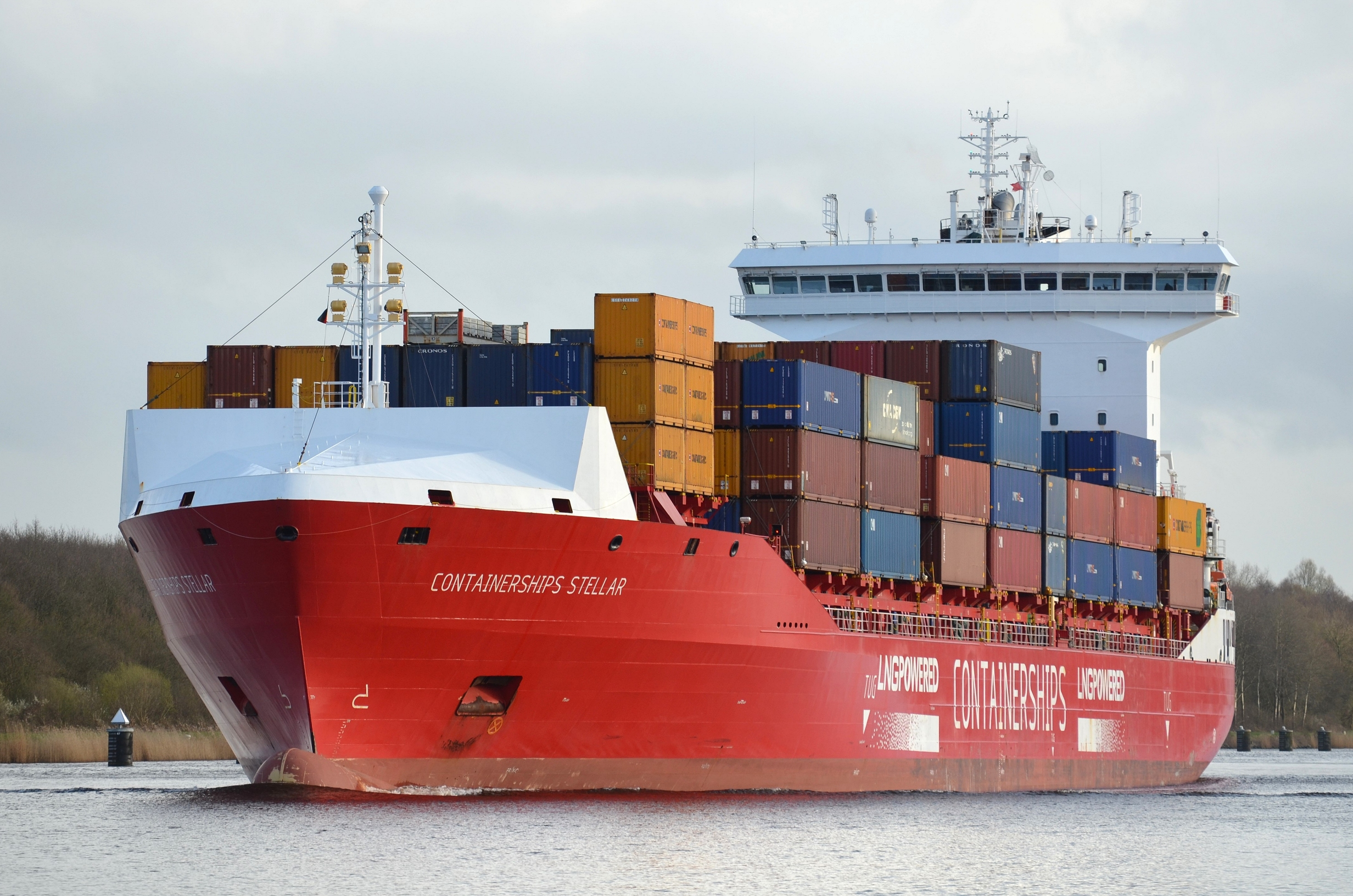
Die Containerships Stellar im Nord-Ostsee-Kanal

Die finnische Reederei Containerships hatte im Jahr 2013 einen langfristigen Chartervertrag mit der Nordic Hamburg Shipmanagement abgeschlossen, der die Bereitstellung von vier LNG-fähigen 1400-TEU-Containerschiffen ab 2018 vorsah. Mit dem Entwurf der Neubauten wurde das niederländische Ingenieurbüro SMB Naval Architects & Consultants beauftragt. Als Grundlage für den Entwurf diente der kleinere Feederschiffstyp SSW Super 1000, der ursprünglich von der Schichau-Seebeck-Werft in Bremerhaven gefertigt worden war und von dem die Nordic-Hamburg-Gruppe zuvor bereits sechs Einheiten geordert hatte. Mit der Fertigung der vier Neubauten wurde 2014 die Werft Guangzhou Wenchong Shipyard in Guangzhou beauftragt.
Die Kiellegung des Typschiffs Containerships Nord fand am 4. Dezember 2015 statt. Es lief am 5. November 2017 vom Stapel und wurde am 12. Dezember 2018 von der Werft abgeliefert. Die drei anderen Einheiten kamen 2019 mit den Namen Containerships Polar, Containerships Aurora und Containerships Arctic in Fahrt. Angedacht war eine Bestellung von vier weiteren SMB-1400-Schiffen für Containerships, von denen aber nur zwei in Auftrag gegeben wurden. Die beiden Neubauten wurden 2021 mit den Namen Containerships Borealis und Containerships Stellar in Guangzhou fertiggestellt.
Vier weitere SMB-1400-Einheiten orderte Nordic Hamburg Shipmanagement im Jahr 2021 für die niederländische Reederei BG Freight Line. Die Bauaufträge wurden an die Werft Penglai Zhongbai Jinglu Ship Industry in Yantai vergeben. Die Neubauten kamen 2024 mit den Charternamen BG Green, BG Blue, BG Red und BG Orange auf Liniendiensten von Rotterdam nach Großbritannien und Irland in Fahrt. 
Die in Drochtersen ansässige Reedereigemeinschaft USC Barnkrug gab 2022 sechs SMB-1400-Schiffe bei Penglai Zhongbai Jinglu Ship Industry in Auftrag, die für die Elbdeich Reederei bestimmt waren. Die Ablieferung dieser Neubauten erfolgte ab dem 30. April 2024. Die beiden ersten Einheiten wurden vor ihrer Fertigstellung an die zur Lidl-Gruppe gehörende Reederei Tailwind Shipping Lines verchartert und mit den Namen Panda 003 und Panda 004 im Liniendienst zwischen Barcelona und Moerdijk in Fahrt gesetzt. Ebenso kam das letzte der sechs USC-Barnkrug-Schiffe, dessen Ablieferung am 22. November 2024 erfolgte, als Panda 005 für Tailwind Shipping Lines in Fahrt.

## Technik

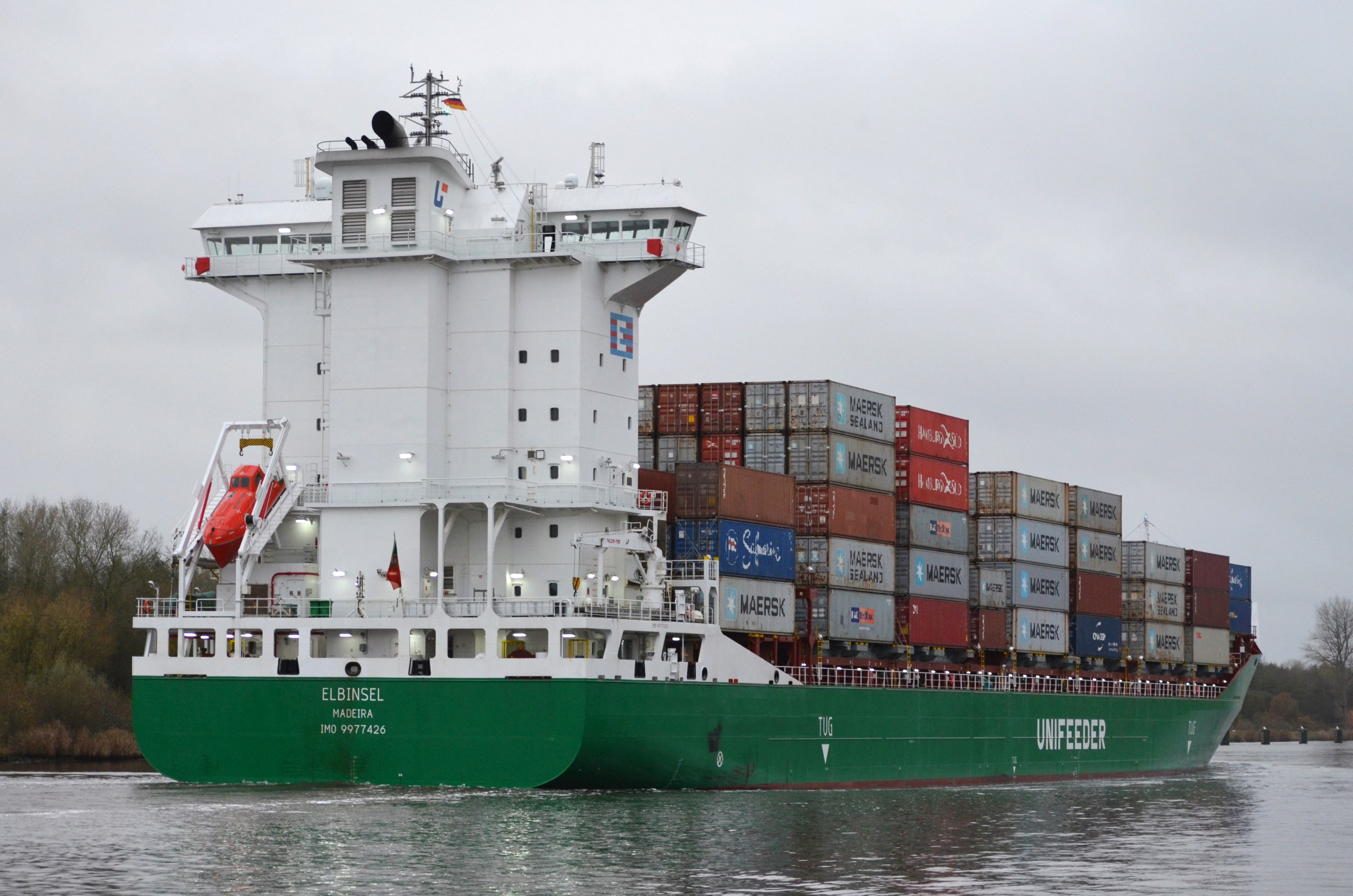
Heckansicht der Elbinsel

Der SMB 1400 hat eine Gesamtlänge von 169,95 m (160,96 m Lpp) und eine registrierte Breite von 29,60 m. Die Seitenhöhe bis zum Hauptdeck beträgt 12,00 m, der maximale Tiefgang 9,60 m. Die sechs für Containerships gebauten Schiffe sind mit 17.982 BRZ und 9.861 NRZ vermessen, alle anderen mit 18.292 BRZ und 7.524 NRZ. Die Tragfähigkeit der einzelnen Einheiten variiert und liegt zwischen 20.129 dwt (Elbinsel) und 20.291 dwt (Containerships Stellar). Die Rümpfe sind verstärkt und erfüllen die Vorgaben der finnisch-schwedischen Eisklasse 1A. Bei allen Schiffen ist die Nock in die Brücke integriert. 
Die Schiffe verfügen über vier  Laderäume, die mit verstärkten Klapplukendeckeln verschlossen werden. Die Lukendeckel sind für eine Traglast von 60 t (TEU) bzw. 90 t (FEU) je Containerstapel ausgelegt. Die für Containerships gebauten Einheiten besitzen einen Rauminhalt von 32.116 m³, die BG Red und BG Orange von 32.502 m³ und alle anderen Schiffe der Baureihe einen Rauminhalt von 31.862 m³. In den Laderäumen befinden sich verstellbare Zellgerüste, die auf die jeweilige Länge der zu stauenden Container angepasst werden können. Der SMB 1400 kann bis zu 1380 20-Fuß-Standardcontainer (TEU) transportieren, davon 536 TEU in bis zu neun Reihen nebeneinander und fünf Lagen übereinander im Raum sowie 844 TEU in bis zu zehn Reihen und sechs Lagen an Deck. Bei einer homogenen Beladung mit 14 t schweren Containern dürfen aus Stabilitätsgründen maximal 1120 TEU gestaut werden. An Bord sind Anschlüsse für bis zu 378 Kühlcontainer vorhanden.
Die sechs von Containerships in Fahrt gesetzten Einheiten werden von einem 10.080 kW leistenden Siebenzylinder-Zweistoffmotor (LNG/MGO) des Typs YCMP-WIN GD 7RT-flex50DF angetrieben, der auf einen Verstellpropeller wirkt. Die anderen SMB 1400 erhielten einen 10.080 kW leistenden Siebenzylinder-Zweistoffmotor des Typs MAN B&W 7S50ME-C9.7-HPSCR, der auch mit Methanol betrieben werden kann. Alle Schiffe der Baureihe sind mit Gaswäschern ausgerüstet. Ihre Reichweite mit einer Tankfüllung beträgt bei LNG-Betrieb etwa 3200 Seemeilen, bei Verwendung von Marine Gasöl etwa 6500 Seemeilen. Zur Stromerzeugung befinden sich vier Dieselgeneratoren und ein Wellengenerator an Bord. Für An- und Ablegemanöver besitzt der SMB 1400 ein elektrisch angetriebenes Bugstrahlruder mit 920 kW und ein Heckstrahlruder mit 720 kW Leistung.

## Die Schiffe
| SMB 1400                                          | SMB 1400                          | SMB 1400    | SMB 1400                          | SMB 1400                               | SMB 1400                                         |
| Bauname                                           | Werft Baunummer                   | IMO- Nummer | Kiellegung Stapellauf Ablieferung | Auftraggeber                           | Umbenennungen und Verbleib                       |
| ------------------------------------------------- | --------------------------------- | ----------- | --------------------------------- | -------------------------------------- | ------------------------------------------------ |
| Containerships Nord                               | Guangzhou Wenchong H5510          | 9813993     | 04.12.2015 05.11.2017 12.12.2018  | Nordic Hamburg Shipmanagement, Hamburg | so 2025 in Fahrt                                 |
| Containerships Polar                              | Guangzhou Wenchong H5511          | 9814002     | 04.12.2015 29.01.2018 07.05.2019  | Nordic Hamburg Shipmanagement, Hamburg | so 2025 in Fahrt                                 |
| Containerships Aurora                             | Guangzhou Wenchong H5512          | 9814014     | 04.12.2015 18.07.2018 07.08.2019  | Nordic Hamburg Shipmanagement, Hamburg | so 2025 in Fahrt                                 |
| Containerships Arctic                             | Guangzhou Wenchong H5513          | 9818400     | 04.12.2015 25.10.2018 10.12.2019  | Nordic Hamburg Shipmanagement, Hamburg | so 2025 in Fahrt                                 |
| Containerships Borealis                           | Guangzhou Wenchong H5538          | 9866249     | 04.12.2015 18.07.2020 28.01.2021  | Nordic Hamburg Shipmanagement, Hamburg | so 2025 in Fahrt                                 |
| Containerships Stellar                            | Guangzhou Wenchong H5543          | 9866251     | 04.12.2015 25.09.2020 12.05.2021  | Nordic Hamburg Shipmanagement, Hamburg | so 2025 in Fahrt                                 |
| BG Green                                          | Penglai Zhongbai Jinglu JL0283(C) | 9964613     | 22.03.2023 29.08.2023 31.01.2024  | Nordic Hamburg Shipmanagement, Hamburg | so 2025 in Fahrt                                 |
| BG Blue                                           | Penglai Zhongbai Jinglu JL0284(C) | 9964625     | 11.05.2023 29.08.2023 29.02.2024  | Nordic Hamburg Shipmanagement, Hamburg | so 2025 in Fahrt                                 |
| BG Red                                            | Penglai Zhongbai Jinglu JL0315(C) | 9976965     | 11.05.2023 28.10.2023 26.04.2024  | Nordic Hamburg Shipmanagement, Hamburg | so 2025 in Fahrt                                 |
| Elbdeich                                          | Penglai Zhongbai Jinglu JL0294(C) | 9968891     | 05.06.2023 28.10.2023 30.04.2024  | USC Barnkrug, Drochtersen              | in Fahrt gesetzt als Panda 003, so 2025 in Fahrt |
| Elbmarsch                                         | Penglai Zhongbai Jinglu JL0295(C) | 9968906     | 18.10.2023 10.03.2024 13.06.2024  | USC Barnkrug, Drochtersen              | in Fahrt gesetzt als Panda 004, so 2025 in Fahrt |
| BG Orange                                         | Penglai Zhongbai Jinglu JL0286(C) | 9964637     | 12.12.2023 28.04.2024 15.07.2024  | Nordic Hamburg Shipmanagement, Hamburg | so 2025 in Fahrt                                 |
| Elbinsel                                          | Penglai Zhongbai Jinglu JL0317(C) | 9977426     | 30.01.2024 01.06.2024 05.08.2024  | USC Barnkrug, Drochtersen              | so 2025 in Fahrt                                 |
| Elbtower                                          | Penglai Zhongbai Jinglu JL0296(C) | 9968918     | 30.04.2024 15.07.2024 09.09.2024  | USC Barnkrug, Drochtersen              | so 2025 in Fahrt                                 |
| Elbbridge                                         | Penglai Zhongbai Jinglu JL0297(C) | 9968920     | 30.04.2024 15.07.2024 09.09.2024  | USC Barnkrug, Drochtersen              | so 2025 in Fahrt                                 |
| Elbdelta                                          | Penglai Zhongbai Jinglu JL0318(C) | 9981063     | 04.06.2024 28.08.2024 22.11.2024  | USC Barnkrug, Drochtersen              | in Fahrt gesetzt als Panda 005, so 2025 in Fahrt |
| Daten: Marinetraffic, American Bureau of Shipping |                                   |             |                                   |                                        |                                                  |